# Camaïeu (peinture)
Pour les articles homonymes, voir Camaïeu.

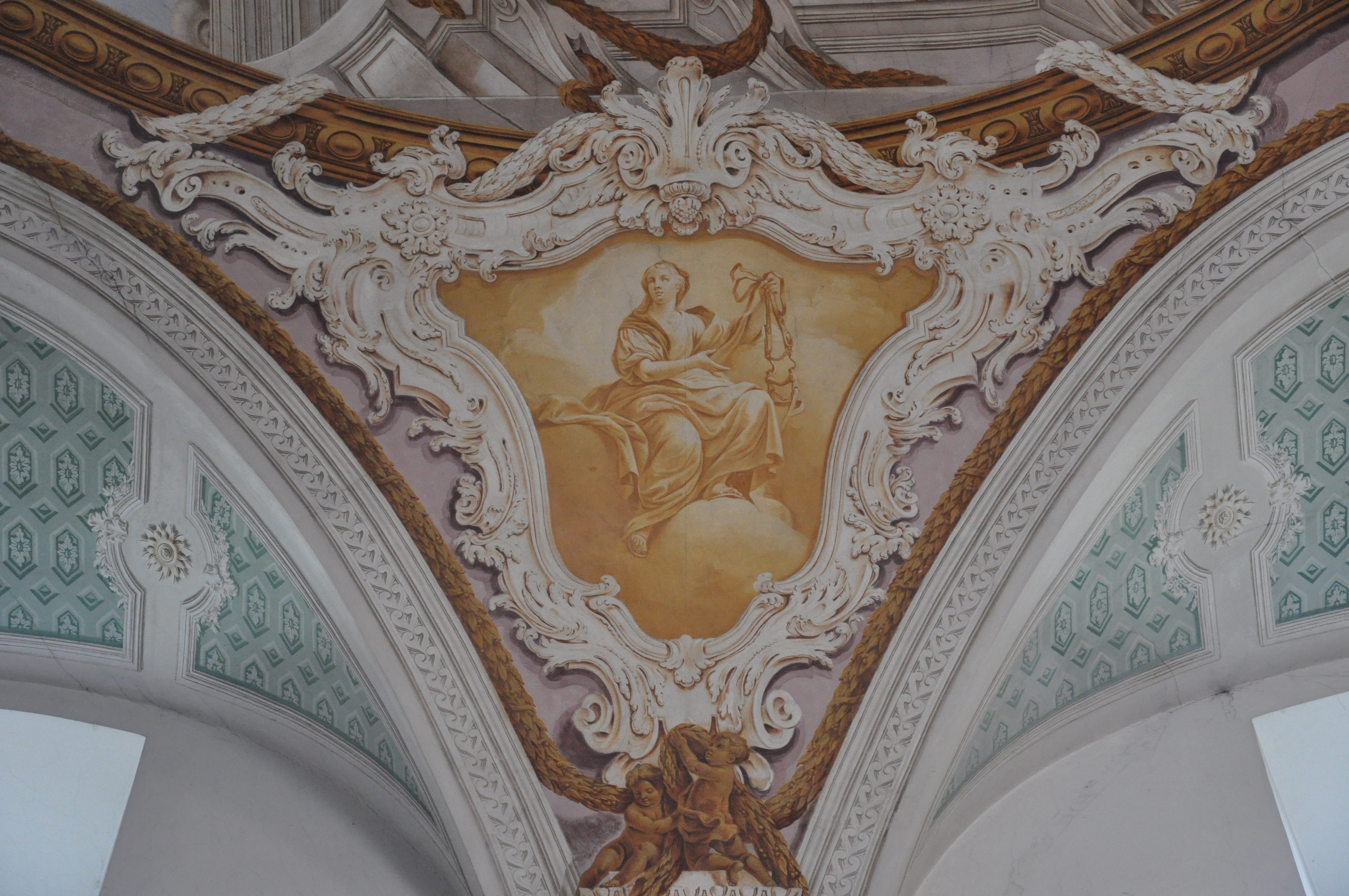
Exemple d'une fresque du Stiftskirche Reichersberg en Autriche réalisée en 1778 par Christian Wink.

Un camaïeu est une peinture monochrome ou un décor dont le dessin principal est d'une seule couleur choisie par contraste sur une couleur de fond opposée (blanc sur bleu, blanc sur rouge, etc.), et dont les nuances de valeurs ou de tons permettent à l'artiste ou au décorateur de réaliser une image parfaitement compréhensible.
L'utilisation des nuances d'une même couleur est similaire, par ce principe, aux camées et aux grisailles. 

## Description
Le camaïeu est très à la mode au XVIIIe siècle, puis dans les fresques de style pompéien de la Restauration et du Second Empire.
En gravure, on parle également de camaïeu dans le cas de l'utilisation d'une seule encre.
Par extension, on appelle camaïeu une peinture réalisée avec les différents tons d'une seule couleur ou un effet dit « ton sur ton ».
Elle est souvent utilisée pour imiter les bas-reliefs. L'exemple le plus courant est celui de la grisaille, qui n'utilise que des nuances d'une même couleur afin d'imiter le marbre ou la pierre (XVe siècle). 
Il sert pour préparer, esquisser, préfigurer la peinture finale. La technique du vitrail y a souvent recours. Le terme de camaïeu est aussi couramment employé dans le domaine de la faïence et de la porcelaine, sur la teinte bleue.